# Tolima-pufókgerle
A Tolima-pufókgerle (Leptotila conoveri) a madarak osztályának galambalakúak (Columbiformes) rendjéhez és a galambfélék (Columbidae) családjához tartozó faj.

## Rendszerezése
A fajt James Bond és Rodolphe Meyer de Schauensee írták le 1867-ben.

## Előfordulása
Az Andok keleti részén, Kolumbia területén honos. Természetes élőhelye a trópusi vagy szubtrópusi hegyi esőerdők, valamint másodlagos erdők és ültetvények. Állandó, nem vonuló faj.

## Megjelenése
Testhossza 25 centiméter.

## Természetvédelmi helyzete
Az elterjedési területe kicsi, egyedszáma 10000-19999 példány közötti és csökken. A Természetvédelmi Világszövetség Vörös listáján mérsékelten fenyegetett fajként szerepel.